# Trest smrti v Botswaně
Trest smrti v Botswaně je legální forma trestu a obvykle je udílen za vraždu za přitěžujících okolností. Jediným možným způsobem popravy je oběšení. I přesto, že je v zemi trest smrti legální, Ústava Botswany zaručuje právo na život. Botswana je jedinou jihoafrickou zemí, ve které nebyl trest smrti zrušen a jsou vykonávány i popravy. V průměru je v zemi vykonána jedna poprava ročně a koná se obvykle několik let po vynesení rozsudku soudem první instance.

## Soudní proces
Podle zákona je trest smrti povinným rozsudkem v případě trestného činu vraždy, pokud nebyly "dle názoru soudu shledány žádné polehčující okolnosti." Tím je de facto rozhodnutí o trestu smrti ve skutečnosti ponecháno na uvážení soudce, který zasedá jako samosoudce. Po odsouzení k trestu smrti může odsouzený podat pouze jedno právní odvolání k odvolacímu soudu, jehož rozhodnutí trvá několik měsíců. Je-li rozsudek potvrzen, je prezident poslední instancí, která může trest zmírnit nebo naopak nařídit popravu, o čemž prezident rozhoduje po konzultaci s poradním výborem. Odsouzeným je datum popravy oznámeno minimálně 24 hodin před jejím vykonáním, ale rodiny popravených jsou informovány až po popravě.

## Popravy
Od zisku nezávislosti v roce 1966 bylo v Botswaně popraveno 47 lidí, včetně tří žen. V letech 1988 až 1994 se v zemi nepopravovalo, ale 26. srpna 1995 Botswana popravy obnovila, a v ten den byli popraveni čtyři lidé. Poté byla vykonána jedna poprava v roce 1998, jedna v roce 2001, čtyři v roce 2003 a v popravách se pokračovalo i v následujících letech. V roce 2001 se Botswana dostala do centra pozornosti mezinárodního tisku poté, co popravila bílou Jihoafričanku Mariette Bosch.

### Vykonané popravy od roku 2001
| Jméno popraveného         | Datum popravy     | Zločin                                                                  | Úřadující prezident |
| ------------------------- | ----------------- | ----------------------------------------------------------------------- | ------------------- |
| Marietta Bosch            | 31. března 2001   | v roce 1996 zavraždila manželku svého milence                           | Festus Mogae        |
| Lehlohonolo Kobedi        | 18. července 2003 | v roce 1998 během loupeže zabil policistu                               | Festus Mogae        |
| Douglas Simon             | 19. září 2003     | v roce 2000 otrávil člověka                                             | Festus Mogae        |
| Joseph Mokhobo            | 19. září 2003     | v roce 1999 zavraždil člověka                                           | Festus Mogae        |
| Gouwane Tsae              | 19. září 2003     | v roce 2000 zavraždil člověka                                           | Festus Mogae        |
| Oteng Ping                | 7. dubna 2006     | v roce 2001 zavraždil svou bývalou přítelkyni a jejího šestiletého syna | Festus Mogae        |
| Sepeni Popo               | 8. listopadu 2007 | v roce 2004 zavraždil mladou ženu                                       | Festus Mogae        |
| Kedisaletse Tsobane       | 19. září 2008     | v roce 2004 zavraždila svou desetiletou dceru udušením                  | Ian Khama           |
| Gerard Dube               | 18. prosince 2009 | v roce 2001 zavraždil svého zaměstnavatele, jeho sluhu a dvě děti       | Ian Khama           |
| Modise Fly                | 24. března 2010   | v roce 2006 zavraždil svého dvouletého syna sekerou                     | Ian Khama           |
| Zibani Thamo              | 31. ledna 2012    | v roce 2007 zavraždil mladou ženu                                       | Ian Khama           |
| Gatlhalosamang Gaboakelwe |                   |                                                                         | Ian Khama           |
| Orelesitse Modise         | 27. května 2013   | v roce 2008 vyvraždil šestičlennou rodinu včetně šestiměsíčního dítěte  | Ian Khama           |
| Patrick Gabaakanye        | 25. května 2016   | v roce 20014 zavraždil důchodce                                         | Ian Khama           |
| Joseph Tselayarona        | 17. února 2018    | v roce 2010 zavraždil svoji přítelkyni a jejího tříletého syna          | Ian Khama           |
| Uyapo Poloko              | 25. května 2018   | v roce 2010 zabil během loupeže muže                                    | Mokgweetsi Masisi   |
| Mooketsi Kgosibodiba      | 2. prosince 2019  | v roce 2012 zavraždil svého zaměstnavatele                              | Mokgweetsi Masisi   |
| Mmika Mpe                 | 21. února 2020    | v roce 2014 zavraždil farmáře                                           | Mokgweetsi Masisi   |
| Moabi Mabiletsa           | 28. března 2020   | v roce 2014 zavraždil řidiče taxíku                                     | Mokgweetsi Masisi   |
| Matshidiso Boikanyo       | 28. března 2020   | v roce 2014 zavraždil řidiče taxíku                                     | Mokgweetsi Masisi   |
| Wedu Mosalagae            | 9. února 2021     | v roce 2019 zavraždil člověka                                           | Mokgweetsi Masisi   |
| Kutlo Setima              | 9. února 2021     | v roce 2019 zavraždil člověka                                           | Mokgweetsi Masisi   |